# Lassicourt
Lassicourt ist eine französische Gemeinde mit 53 Einwohnern (Stand: 1. Januar 2022) im Département Aube in der Region Grand Est. Sie gehört zum Kanton Brienne-le-Château und zum Arrondissement Bar-sur-Aube.
Sie ist umgeben von folgenden Nachbargemeinden:
| Bétignicourt                 | Rosnay-l’Hôpital                            | Blignicourt         |
| Saint-Christophe-Dodinicourt | Kompassrose, die auf Nachbargemeinden zeigt | Perthes-lès-Brienne |
| Précy-Saint-Martin           | Saint-Léger-sous-Brienne                    | Brienne-le-Château  |

## Bevölkerungsentwicklung
| Jahr                      | 1962 | 1968 | 1975 | 1982 | 1990 | 1999 | 2008 | 2016 |
| ------------------------- | ---- | ---- | ---- | ---- | ---- | ---- | ---- | ---- |
| Einwohner                 | 57   | 49   | 53   | 52   | 48   | 49   | 76   | 64   |
| Quelle: Cassini und INSEE |      |      |      |      |      |      |      |      |